# NGC 3427
NGC 3427 é uma galáxia espiral (S0-a) localizada na direcção da constelação de Leo. Possui uma declinação de +08° 17' 54" e uma ascensão recta de 10 horas, 51 minutos e 26,2 segundos.
A galáxia NGC 3427 foi descoberta em 1877 por Ernst Wilhelm Leberecht Tempel.